# Hans Alterthum
Hans Alterthum (* 30. September 1890 in Berlin; † 11. März 1955 in Buenos Aires) war ein deutsch-argentinischer Metallphysiker und Chemiker.
Seine Eltern waren der Fabrikant Siegfried Alterthum (* 1850 in Schwerin; † 1903 in Berlin) und Therese, geb. Loose.
Von 1920 bis 1938 arbeitete er im Forschungslabor der Studiengesellschaft für elektrische Beleuchtung (Osram-Konzern). Er lebte am Kurfürstendamm 112. Er war in erster Ehe mit Grete Mitwitz und in zweiter Ehe mit Grete Rothenstein verheiratet.
Sie emigrierten 1939 nach England und 1940 nach Argentinien, wo ihre Tochter Elsa Rosa am 15. Juni 1941 geboren wurde und er noch bis 1948 als Chemiker arbeitete.

## Veröffentlichungen
- Über den Halleffekt in Metallen bei tiefen Temperaturen, nebst Beiträgen zur Theorie des Magnetismus vom Standpunkt der Quantenhypothese. 1912
- Chemische Elektronentheorie und Halleffeckt. 1913
- Die Zustandsgleichung fester Körper. 1913
- Die relative Temperaturscala fester Körper. 1913
- Zur Theorie der Rekristallisation. In: Zeitschrift für Metallkunde 14, 1922, S. 417–424
- Wolfram: Fortschritte in der Herstellung und Anwendung in den letzten Jahren. 1925
- mit Otto Feussner: Elektrische Öfen. 1934
- mit Karl Krebs (1910–2006) und Robert Rompe: Über die selbständige Ionisation von Natrium- und Cäsiumdampf an glühenden Wolfram- und Rheniumoberflächen. Verlag: Studienges. für elektr. Beleuchtung, 1934
- mit Arved Lompe und Rudolf Seeliger: Die Aufzehrung von Edelgasen in der elektrischen Entladung. Verlag: Studienges. für elektr. Beleuchtung, 1936